# 네덜란드령 안틸레스의 문장

네덜란드령 안틸레스의 문장

네덜란드령 안틸레스의 문장 (1964년 ~ 1986년)

네덜란드령 안틸레스의 문장은 방패, 왕관 및 좌우명으로 구성되어 있다. 방패 자체는 황금색 바탕에 빨간색 테두리 안에 5개의 파란색 별이있다. 이 5개의 별은 네덜란드령 안틸레스 제도의 5개 섬에 서 있었고 깃발에도 표시되었다.